# Teófilo el Penitente
En la mitología cristiana, Teófilo de Adana o Teófilo el Penitente (Teófilo: "amigo de Dios" o "querido por Dios") era un clérigo infeliz y desesperado por el poco éxito de su carrera mundana debido a la enemistad de su obispo. 
Teófilo vende su alma al diablo para triunfar, pero es redimido por la Virgen María. Esta historia aparece ya en una versión griega del siglo VI escrita por un tal "Eutychianus", que asegura haber sido testigo directo de los hechos.
En el siglo IX, la historia aparece en un texto cristiano llamado Miraculum Sancte Marie de Theophilo penitente; este texto ya introduce la figura de un judío como mediador en el pacto con diabolus, su patrón. Se apunta así el libelo de sangre contra los judíos.
En el siglo X, la monja poetisa Hroswitha de Gandersheim adaptó este texto para un poema narrativo que elabora sobre la bondad intrínseca del cristiano Teófilo e internaliza las fuerzas del Bien y del Mal. Así, atribuyendo al judío el carácter de mago y nigromante. Según su modelo, la Virgen devuelve a Teófilo el contrato maléfico para que se lo enseñe a su congregación, muriendo poco después. Gautier de Coincy (1177/8 – 1236) escribió un largo poema al respecto titulado Comment Theophilus vint a pénitence. Este texto sirvió de base para una obra teatral de Rutebeuf, Le Miracle de Théophile (siglo XIII) donde Teófilo desempeña un papel central, con la Virgen y el Obispo en el lado del Bien y el judío y el diablo, en el lado maligno.
En la tradición literaria hispánica aparece en el vigesimoquinto y último de los Milagros de Nuestra Señora de Gonzalo de Berceo, y en la tercera de las Cantigas de Santa María de Alfonso X el Sabio.